# Favoritner AC
Favoritner AC is een Oostenrijkse voetbalclub uit het Weense stadsdeel Favoriten.
De club werd in 1910 opgericht nadat de voetbalafdeling van de Kegelklub Favorit zelfstandig werd. De club mocht starten in de Wiener 2de klasse en bereikte in 1936 voor het eerst de hoogste klasse bereikt. Na degradatie in 1938 moest de club tot 1983 wachten vooraleer er opnieuw eersteklassevoetbal gebracht werd. Na twee seizoenen degradeerde de club opnieuw en slaagde er niet meer in terug te keren. In 1992 en 1993 liet de club nog van zich horen toen de halve finale van de ÖFB Pokal bereikt werd.
De club heeft ook een vrouwenafdeling die in 1973 landskampioen werd.